# فريتز ويل
فريتز ويل (بالإنجليزية: Frederic Will)‏ هو كاتب وصحفي وفيلسوف أمريكي، ولد في 1928.